# Савельева, Прасковья Ивановна
Праско́вья Ива́новна (Па́ша) Саве́льева (5 октября 1918 года, с. Зарубино, Тверская губерния — 12 января 1944 года, Луцк) — советская подпольщица, героиня Великой Отечественной войны.

## Биография
Родилась 5 октября 1918 года в селе Зарубино Тверской губернии.
Окончила в 1936 году школу в Ржеве, затем Московский кредитно-экономический институт. В 1940 году была распределена в Луцк (УССР).

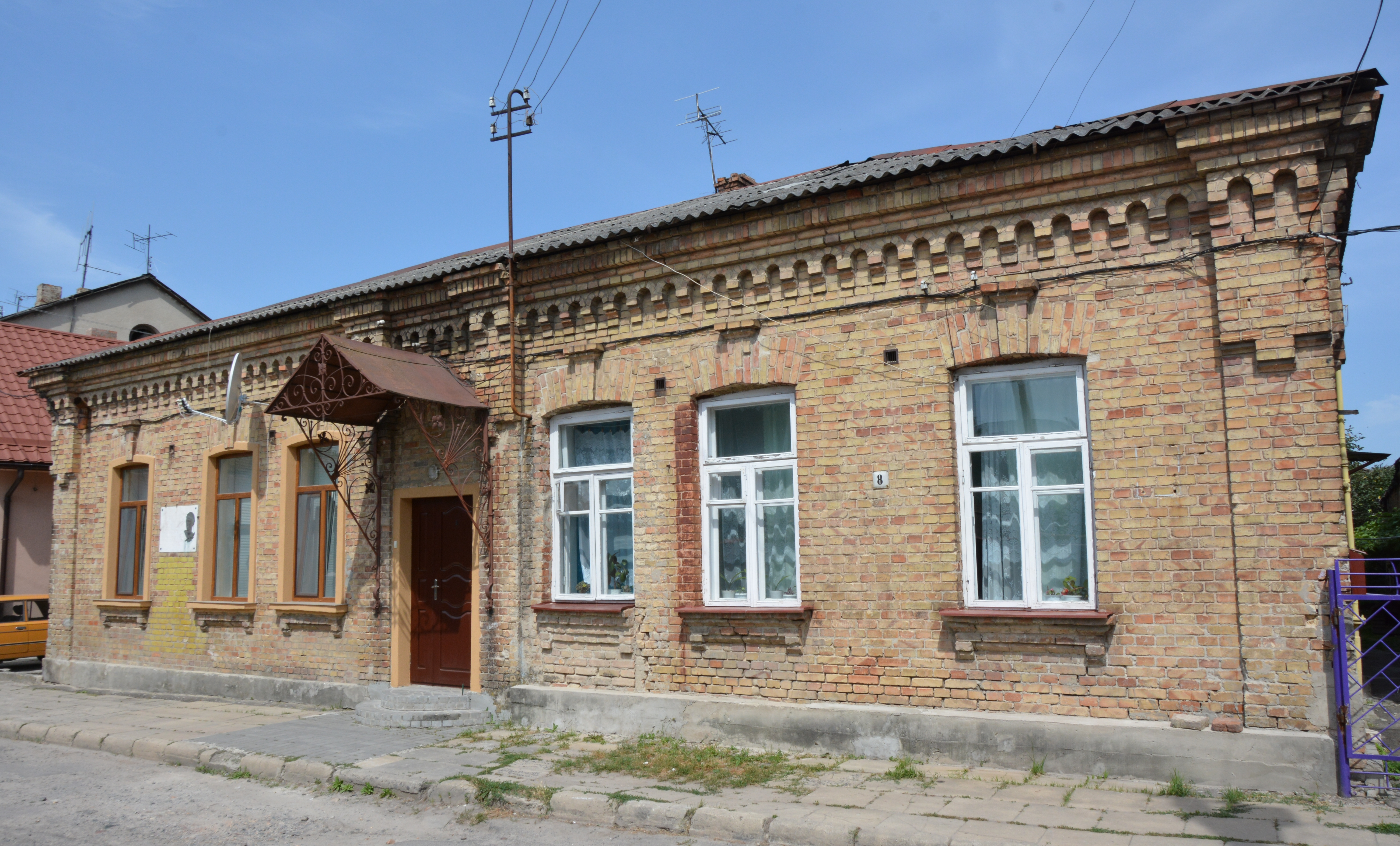
Дом в Луцке, в котором жила Паша Савельева

Во время Великой Отечественной войны отказалась эвакуироваться и уже осенью 1941 года совместно с В. В. Измайловым организовала подпольную группу в Луцке. Подпольщики распространяли листовки, организовывали побег советским военнопленным из концлагерей, доставали бланки немецких документов, медикаменты. После гибели Измайлова руководство группой полностью перешло к Савельевой.
Весной 1943 года подпольщики установили связь с партизанским соединением под командованием Д. Н. Медведева. Деятельность группы при этом существенно видоизменилась. Взаимодействуя с партизанами и, имея на руках подробный план Луцка с обозначением всех военных объектов, подпольщики приступили к организации диверсий. Паша Савельева организовывала диверсии на железной дороге. Вместе с другими подпольщиками она выкрала у немцев образец секретного химического оружия, который затем был переправлен в Москву.
22 декабря 1943 года по доносу предателя арестована гестапо. 12 января 1944 года, после жестоких истязаний и пыток, сожжена заживо во дворе бывшего католического монастыря Луцка. Перед смертью на стене кельи № 14, превращённой в камеру, Паша нацарапала гвоздём записку (опубликована в «Литературной газете» от 2 июня 1960 года):

Приближается чёрная, страшная минута. Всё тело искалечено — ни рук, ни ног… Но умираю молча. Страшно умирать в 26 лет. Как хотелось жить! Во имя людей, которые придут после нас, во имя тебя, Родина, уходим мы… Расцветай, будь прекрасна, родная, и прощай. Твоя Паша.

## Награды
- Орден Ленина (1945, посмертно).

## Память

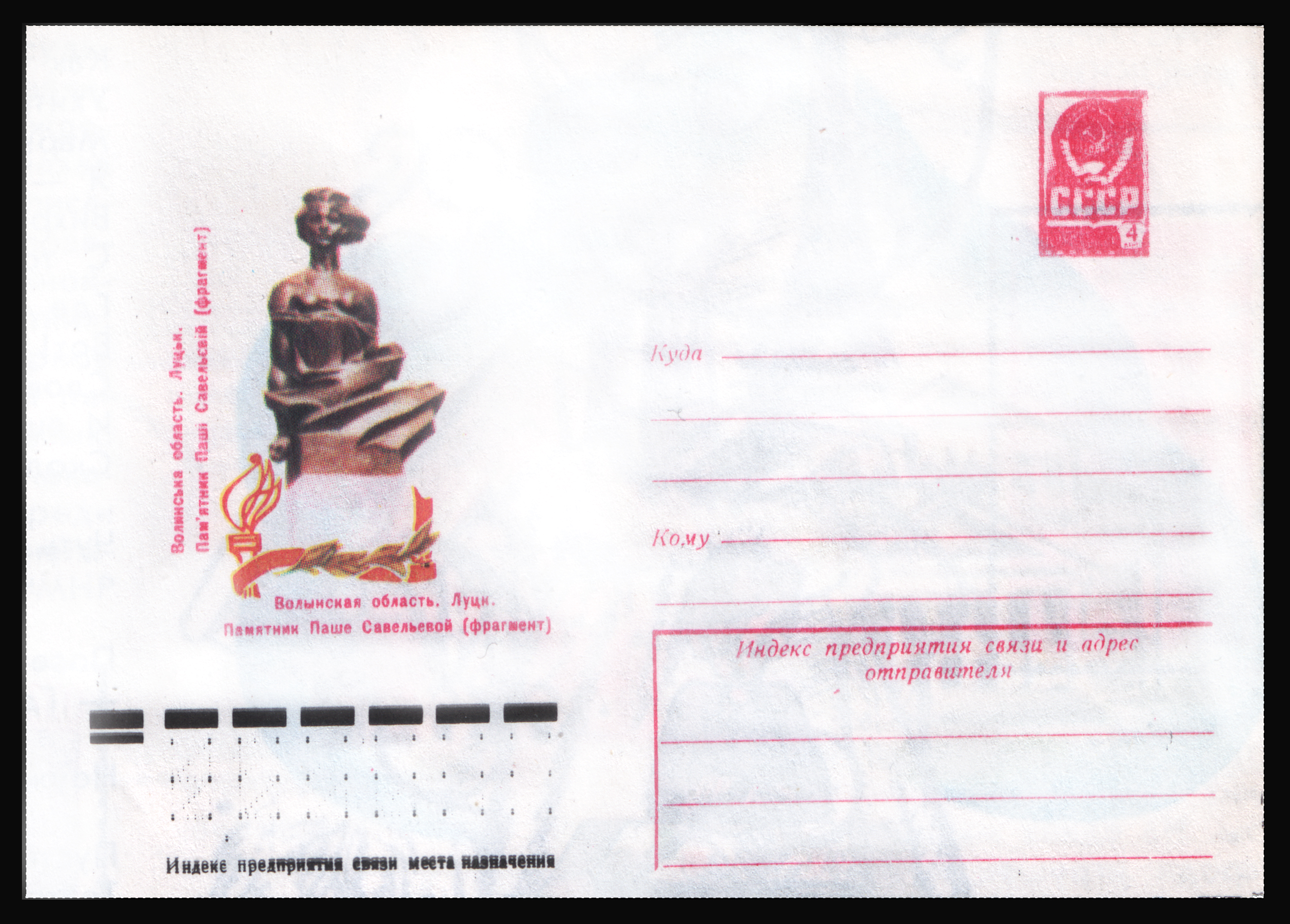
Художественный маркированный конверт СССР с изображением фрагмента памятника Паше Савельевой в Луцке, 1977

Мемориальная доска в дер. Муравьёво

### Советский период
- В советское время в Ржеве был создан музей, посвящённый П. И. Савельевой (ныне там располагается детская библиотека)[2].
- В 1965 году в Ржеве её именем была названа одна из улиц. Позднее в Твери улицу Полярную переименовали в улицу Паши Савельевой.
- В 1972 году на средства, заработанные на субботниках, и на личные взносы жителей Луцка на месте гибели П. И. Савельевой был установлен бронзовый памятник (скульптор В. Борисенко, архитектор В. Семененок).
- С 1975 года по инициативе Волынского областного ДОСААФ в Луцке проводились открытые всесоюзные соревнования по мотоспорту на приз Паши Савельевой.
- В 1977 году в СССР был выпущен художественный маркированный конверт, на котором изображён фрагмент памятника Паше Савельевой в Луцке.

### Постсоветский период
- В 1990-х годах появилась ложная информация о том, что Савельеву не казнили. Она якобы на первом же допросе согласилась сотрудничать с немцами. Более того, с наступлением советских войск она бежала в Германию, откуда позднее перебралась то ли в США, то ли в Канаду.
- В мае 2006 года была предпринята первая попытка кражи памятника П. Савельевой в Луцке. Он был сброшен с постамента и спрятан в кустах. При падении скульптура была повреждена. В июле, после реставрации, бюст был установлен снова, однако не на постамент, а рядом с ним. В августе того же года был украден вновь и до сих пор не найден[3][4].
- В 2007 году улица Паши Савельевой в Луцке была переименована в улицу Галшки Гулевичевны[5].
- в Твери - средняя общеобразовательная школа № 40 имени Паши Савельевой и памятник Паше Савельевой (изготовленный в 2025 году и открытый 7 мая 2025 года)[6]